# El Cogul
El Cogul (früher: Cogull) ist eine katalanische Gemeinde in der Provinz Lleida im Nordosten Spaniens mit 161 Einwohnern (Stand: 2024). Sie ist Teil der Comarca Garrigues.

## Geographische Lage
El Cogul liegt etwa 20 Kilometer südsüdöstlich von Lleida in einer Höhe von 280 m. 

## Bevölkerungsentwicklung
| Jahr      | 1970 | 1981 | 1991 | 2001 | 2011 | 2021 |
| Einwohner | 285  | 264  | 232  | 225  | 188  | 143  |

## Sehenswürdigkeiten
- Burganlage von Cogul

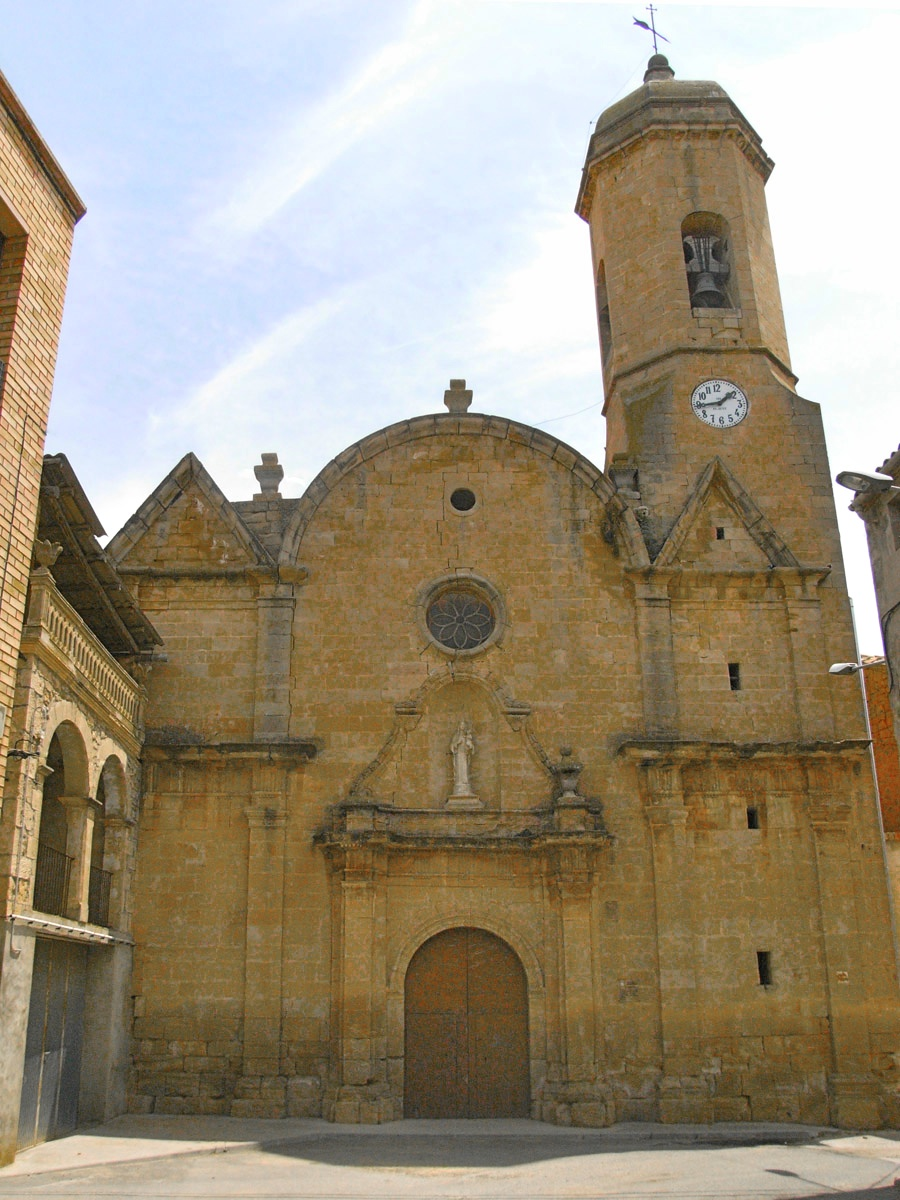
Marienkirche
- Roca dels Moros

- Marienkirche